# Bélgica nos Jogos Olímpicos de Verão de 1956
A Bélgica participou dos Jogos Olímpicos de Verão de 1936 em Melbourne, Austrália e em Estocolmo, Suécia.